# Chic
Chic (/ˈʃiːk/ SHEEK; hiện nay là Chic featuring Nile Rodgers) là ban nhạc người Mỹ được thành lập vào năm 1976 bởi guitar Nile Rodgers và tay bass Bernard Edwards. Ban nhạc giành được rất nhiều thành công vào thời kỳ đỉnh cao của nhạc disco với nhiều ca khúc nổi tiếng như "Dance, Dance, Dance (Yowsah, Yowsah, Yowsah)" (1977), "Everybody Dance" (1977), "Le Freak" (1978), "I Want Your Love" (1978), "Good Times" (1979) và "My Forbidden Lover" (1979). Bản thân ban nhạc luôn tự coi mình là một nhóm nhạc rock trong suốt thời kỳ của làn sóng nhạc disco để "tạo nên những điều tốt lành với hòa bình, tình yêu và tự do cho thế giới hippie". Tính tới tháng 10 năm 2014, Chic đã 10 lần được đề cử để xướng tên tại Đại sảnh Danh vọng Rock and Roll.